# آونگ دوتایی

یک آونگ دوتایی از دو آونگ تشکیل‌شده‌است که سر به سر به هم متصل شده‌اند.

در فیزیک و ریاضیات، در حوزه سامانه‌های پویا، یک آونگ دوتایی یا آونگ دوگانه (به انگلیسی: Double pendulum) آونگی است که آونگ دیگری به انتهای آن متصل است و یک سامانه فیزیکی ساده را تشکیل می‌دهد که رفتار دینامیکی غنی با حساسیت قوی به شرایط اولیه از خود نشان می‌دهد. حرکت یک آونگ دوتایی توسط مجموعه ای از معادلات دیفرانسیل معمولی جفت‌شده کنترل می‌شود و آشوبناک است.

## تحلیل و تفسیر

آونگ مرکب دوتایی

مسیرهای یک آونگ دوتایی

استفاده از زوایای بین هر بازو و عمود آن به‌عنوان مختصات تعمیم‌یافته که پیکربندی دستگاه را تعریف می‌کند راحت است. این زوایا θ1 و θ2 نشان داده می‌شوند. موقعیت مرکز جرم هر میله ممکن است برحسب این دو مختصات نوشته شود. اگر مبدأ دستگاه مختصات دکارتی را در نقطه تعلیق اولین آونگ در نظر بگیریم، مرکز جرم این آونگ در زیر است:
{\displaystyle {\begin{aligned}x_{1}&={\frac {l}{2}}\sin \theta _{1}\\y_{1}&=-{\frac {l}{2}}\cos \theta _{1}\end{aligned}}}
و مرکز جرم آونگ دوم است در
{\displaystyle {\begin{aligned}x_{2}&=l\left(\sin \theta _{1}+{\tfrac {1}{2}}\sin \theta _{2}\right)\\y_{2}&=-l\left(\cos \theta _{1}+{\tfrac {1}{2}}\cos \theta _{2}\right)\end{aligned}}}
این اطلاعات برای نوشتن لاگرانژی کافی است.

### لاگرانژی
لاگرانژی است{\displaystyle {\begin{aligned}L&={\text{kinetic energy}}-{\text{potential energy}}\\&={\tfrac {1}{2}}m\left(v_{1}^{2}+v_{2}^{2}\right)+{\tfrac {1}{2}}I\left({{\dot {\theta }}_{1}}^{2}+{{\dot {\theta }}_{2}}^{2}\right)-mg\left(y_{1}+y_{2}\right)\\&={\tfrac {1}{2}}m\left({{\dot {x}}_{1}}^{2}+{{\dot {y}}_{1}}^{2}+{{\dot {x}}_{2}}^{2}+{{\dot {y}}_{2}}^{2}\right)+{\tfrac {1}{2}}I\left({{\dot {\theta }}_{1}}^{2}+{{\dot {\theta }}_{2}}^{2}\right)-mg\left(y_{1}+y_{2}\right)\end{aligned}}}
عبارت اول انرژی جنبشی خطی مرکز جرم جسم‌ها و جمله دوم انرژی جنبشی دورانی حول مرکز جرم هر میله است. آخرین عبارت انرژی پتانسیل اجسام در یک میدان گرانشی یکنواخت است. علامت نقطه نشان دهنده مشتق زمانی متغیر مورد نظر است.
{\displaystyle {\begin{aligned}{\dot {x}}_{1}&={\dot {\theta }}_{1}\left({\tfrac {1}{2}}\ell \cos \theta _{1}\right)\\[1ex]{\dot {y}}_{1}&={\dot {\theta }}_{1}\left({\tfrac {1}{2}}\ell \sin \theta _{1}\right)\end{aligned}}}برای سرعت می توان نوشت:
{\displaystyle v_{1}^{2}={\dot {x}}_{1}^{2}+{\dot {y}}_{1}^{2}={\tfrac {1}{4}}{\dot {\theta }}_{1}^{2}\ell ^{2}\left(\cos ^{2}\theta _{1}+\sin ^{2}\theta _{1}\right)={\tfrac {1}{4}}\ell ^{2}{\dot {\theta }}_{1}^{2}.}به طور مشابه
{\displaystyle {\begin{aligned}{\dot {x}}_{2}&=\ell \left({\dot {\theta }}_{1}\cos \theta _{1}+{\tfrac {1}{2}}{\dot {\theta }}_{2}\cos \theta _{2}\right)\\{\dot {y}}_{2}&=\ell \left({\dot {\theta }}_{1}\sin \theta _{1}+{\tfrac {1}{2}}{\dot {\theta }}_{2}\sin \theta _{2}\right)\end{aligned}}}بنابراین؛
{\displaystyle {\begin{aligned}v_{2}^{2}&={\dot {x}}_{2}^{2}+{\dot {y}}_{2}^{2}\\[1ex]&=\ell ^{2}\left({\dot {\theta }}_{1}^{2}\cos ^{2}\theta _{1}+{\dot {\theta }}_{1}^{2}\sin ^{2}\theta _{1}+{\tfrac {1}{4}}{\dot {\theta }}_{2}^{2}\cos ^{2}\theta _{2}+{\tfrac {1}{4}}{\dot {\theta }}_{2}^{2}\sin ^{2}\theta _{2}+{\dot {\theta }}_{1}{\dot {\theta }}_{2}\cos \theta _{1}\cos \theta _{2}+{\dot {\theta }}_{1}{\dot {\theta }}_{2}\sin \theta _{1}\sin \theta _{2}\right)\\[1ex]&=\ell ^{2}\left({\dot {\theta }}_{1}^{2}+{\tfrac {1}{4}}{\dot {\theta }}_{2}^{2}+{\dot {\theta }}_{1}{\dot {\theta }}_{2}\cos \left(\theta _{1}-\theta _{2}\right)\right).\end{aligned}}}با جایگزینی مختصات بالا به دست می‌آید:
{\displaystyle {\begin{aligned}L&={\tfrac {1}{2}}m\ell ^{2}\left({\dot {\theta }}_{1}^{2}+{\tfrac {1}{4}}{\dot {\theta }}_{1}^{2}+{\tfrac {1}{4}}{\dot {\theta }}_{2}^{2}+{\dot {\theta }}_{1}{\dot {\theta }}_{2}\cos \left(\theta _{1}-\theta _{2}\right)\right)+{\tfrac {1}{24}}m\ell ^{2}\left({\dot {\theta }}_{1}^{2}+{\dot {\theta }}_{2}^{2}\right)-mg\left(y_{1}+y_{2}\right)\\[1ex]&={\tfrac {1}{6}}m\ell ^{2}\left({\dot {\theta }}_{2}^{2}+4{\dot {\theta }}_{1}^{2}+3{{\dot {\theta }}_{1}}{{\dot {\theta }}_{2}}\cos(\theta _{1}-\theta _{2})\right)+{\tfrac {1}{2}}mg\ell \left(3\cos \theta _{1}+\cos \theta _{2}\right).\end{aligned}}}
با مرتب‌کردن معادله به دست می‌آید:
{\displaystyle L={\tfrac {1}{6}}ml^{2}\left({{\dot {\theta }}_{2}}^{2}+4{{\dot {\theta }}_{1}}^{2}+3{{\dot {\theta }}_{1}}{{\dot {\theta }}_{2}}\cos(\theta _{1}-\theta _{2})\right)+{\tfrac {1}{2}}mgl\left(3\cos \theta _{1}+\cos \theta _{2}\right).}
با توجه به معادله اویلر-لانگرانژ:
{\displaystyle {\frac {d}{dt}}{\frac {\partial L}{\partial {\dot {\theta }}_{i}}}-{\frac {\partial L}{\partial \theta _{i}}}=0,\quad i=1,2.}
اگر معادله اویلر-لانگرانژ را برای جسم اول بازنویسی کنیم خواهیم داشت:
{\displaystyle {\frac {\partial L}{\partial \theta _{1}}}=-{\tfrac {1}{2}}m\ell ^{2}{\dot {\theta }}_{1}{\dot {\theta }}_{2}\sin(\theta _{1}-\theta _{2})-{\tfrac {3}{2}}mg\ell \sin \theta _{1}} و{\displaystyle {\frac {\partial L}{\partial {\dot {\theta }}_{1}}}={\tfrac {4}{3}}m\ell ^{2}{\dot {\theta }}_{1}+{\tfrac {1}{2}}m\ell ^{2}{\dot {\theta }}_{2}\cos(\theta _{1}-\theta _{2}).} در نتیجه{\displaystyle {\frac {d}{dt}}{\frac {\partial L}{\partial {\dot {\theta }}_{1}}}={\tfrac {4}{3}}m\ell ^{2}{\ddot {\theta }}_{1}+{\tfrac {1}{2}}m\ell ^{2}{\ddot {\theta }}_{2}\cos(\theta _{1}-\theta _{2})-{\tfrac {1}{2}}m\ell ^{2}{\dot {\theta }}_{2}({\dot {\theta }}_{1}-{\dot {\theta }}_{2})\sin(\theta _{1}-\theta _{2}).}با جایگزینی در معادله اویلر-لانگرانژ:{\displaystyle {\tfrac {4}{3}}\ell {\ddot {\theta }}_{1}+{\tfrac {1}{2}}\ell {\ddot {\theta }}_{2}\cos(\theta _{1}-\theta _{2})+{\tfrac {1}{2}}\ell {\dot {\theta }}_{2}^{2}\sin(\theta _{1}-\theta _{2})+{\tfrac {3}{2}}g\sin \theta _{1}=0.}
به طور مشابه برای جسم دوم هم خواهیم داشت:
{\displaystyle {\frac {\partial L}{\partial \theta _{2}}}={\tfrac {1}{2}}m\ell ^{2}{\dot {\theta }}_{1}{\dot {\theta }}_{2}\sin(\theta _{1}-\theta _{2})-{\tfrac {1}{2}}mg\ell \sin \theta _{2}} و{\displaystyle {\frac {\partial L}{\partial {\dot {\theta }}_{2}}}={\tfrac {1}{3}}m\ell ^{2}{\dot {\theta }}_{2}+{\tfrac {1}{2}}m\ell ^{2}{\dot {\theta }}_{1}\cos(\theta _{1}-\theta _{2}).} در نتیجه:{\displaystyle {\frac {d}{dt}}{\frac {\partial L}{\partial {\dot {\theta }}_{2}}}={\tfrac {1}{3}}m\ell ^{2}{\ddot {\theta }}_{2}+{\tfrac {1}{2}}m\ell ^{2}{\ddot {\theta }}_{1}\cos(\theta _{1}-\theta _{2})-{\tfrac {1}{2}}m\ell ^{2}{\dot {\theta }}_{1}({\dot {\theta }}_{1}-{\dot {\theta }}_{2})\sin(\theta _{1}-\theta _{2}).}با جایگزینی در معادله اویلر-لانگرانژ:{\displaystyle {\tfrac {1}{3}}\ell {\ddot {\theta }}_{2}+{\tfrac {1}{2}}\ell {\ddot {\theta }}_{1}\cos(\theta _{1}-\theta _{2})-{\tfrac {1}{2}}\ell {\dot {\theta }}_{1}^{2}\sin(\theta _{1}-\theta _{2})+{\tfrac {1}{2}}g\sin \theta _{2}=0.}
تنها یک کمیت پایسته (انرژی) وجود دارد و هیچ گشتاور پایسته وجود ندارد. دو گشتاور تعمیم یافته ممکن است به صورت نوشته شود
{\displaystyle {\begin{aligned}p_{\theta _{1}}&={\frac {\partial L}{\partial {{\dot {\theta }}_{1}}}}={\tfrac {1}{6}}ml^{2}\left(8{{\dot {\theta }}_{1}}+3{{\dot {\theta }}_{2}}\cos(\theta _{1}-\theta _{2})\right)\\p_{\theta _{2}}&={\frac {\partial L}{\partial {{\dot {\theta }}_{2}}}}={\tfrac {1}{6}}ml^{2}\left(2{{\dot {\theta }}_{2}}+3{{\dot {\theta }}_{1}}\cos(\theta _{1}-\theta _{2})\right).\end{aligned}}}
این عبارات ممکن است برای بدست‌آوردن وارون شوند
{\displaystyle {\begin{aligned}{{\dot {\theta }}_{1}}&={\frac {6}{ml^{2}}}{\frac {2p_{\theta _{1}}-3\cos(\theta _{1}-\theta _{2})p_{\theta _{2}}}{16-9\cos ^{2}(\theta _{1}-\theta _{2})}}\\{{\dot {\theta }}_{2}}&={\frac {6}{ml^{2}}}{\frac {8p_{\theta _{2}}-3\cos(\theta _{1}-\theta _{2})p_{\theta _{1}}}{16-9\cos ^{2}(\theta _{1}-\theta _{2})}}.\end{aligned}}}
معادلات حرکت باقیمانده نوشته می‌شوند به صورت
{\displaystyle {\begin{aligned}{{\dot {p}}_{\theta _{1}}}&={\frac {\partial L}{\partial \theta _{1}}}=-{\tfrac {1}{2}}ml^{2}\left({{\dot {\theta }}_{1}}{{\dot {\theta }}_{2}}\sin(\theta _{1}-\theta _{2})+3{\frac {g}{l}}\sin \theta _{1}\right)\\{{\dot {p}}_{\theta _{2}}}&={\frac {\partial L}{\partial \theta _{2}}}=-{\tfrac {1}{2}}ml^{2}\left(-{{\dot {\theta }}_{1}}{{\dot {\theta }}_{2}}\sin(\theta _{1}-\theta _{2})+{\frac {g}{l}}\sin \theta _{2}\right).\end{aligned}}}
این چهار معادله آخر فرمول‌های صریحی برای تکامل زمانی سامانه با توجه به وضعیت فعلی آن هستند. نمی‌توان جلوتر رفت و این معادلات را با یک عبارت به شکل بسته یکپارچه‌سازی کرد تا فرمول‌های θ۱ و θ۲ را به عنوان تابعی از زمان به دست آورد. با این حال، می‌توان این یکپارچه‌سازی را به صورت عددی با استفاده از روش رونگه‐کوتا یا فنونی مشابه انجام داد.

## حرکت آشوبناک

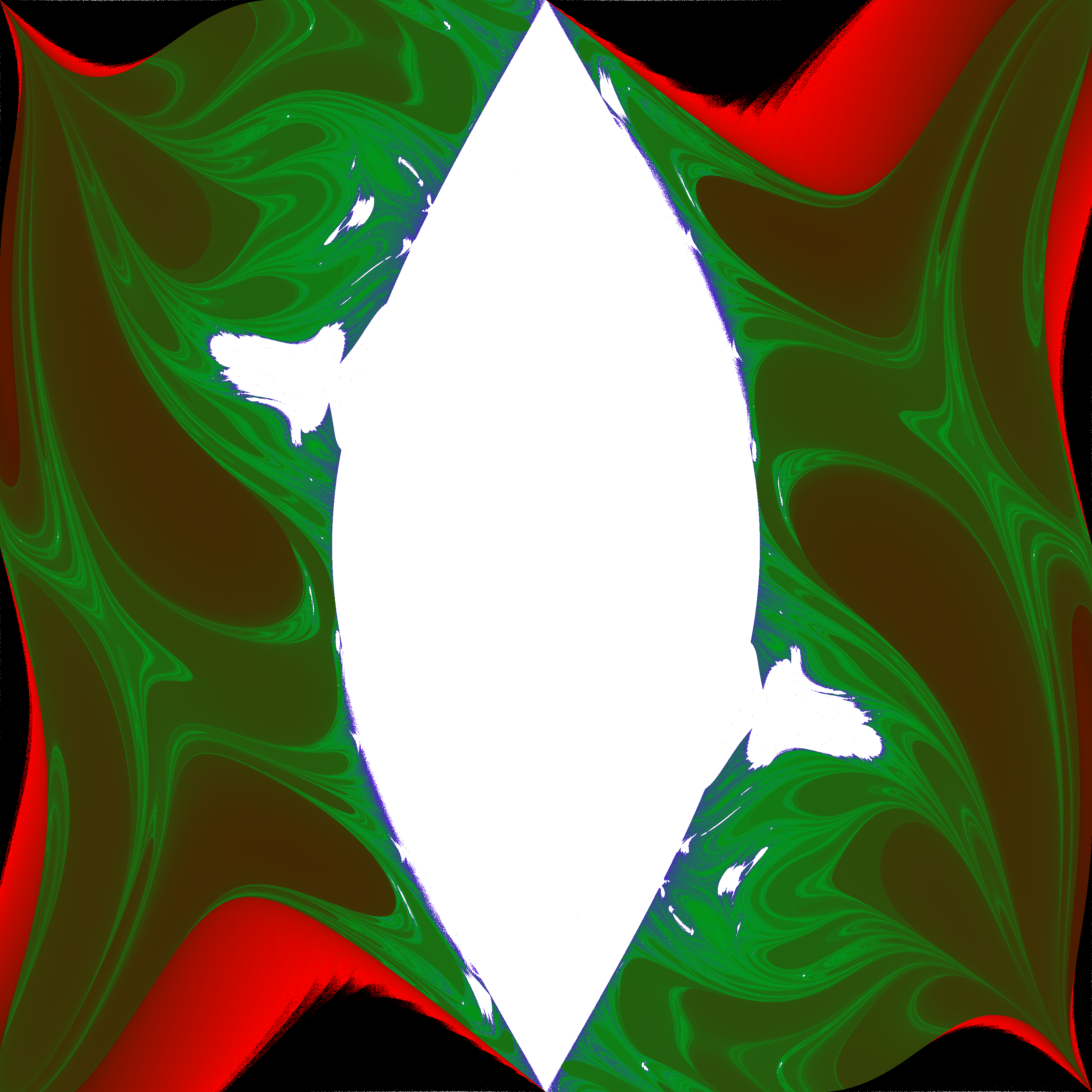
نمودار زمان چرخش آونگ به عنوان تابعی از شرایط اولیه

آونگ دوتایی دستخوش حرکت آشوبناکی می‌شود و وابستگی حساسی به شرایط اولیه نشان می‌دهد. تصویر سمت راست مقدار زمان سپری شده قبل از چرخش آونگ را به عنوان تابعی از موقعیت اولیه هنگام رهاشدن درحالت سکون را نشان می‌دهد. در اینجا، محدوده θ1 در امتداد جهت x از ۳٫۱۴- تا ۳٫۱۴ متغیر است. محدوده اولیه θ2 در امتداد جهت y، از ۳٫۱۴- تا ۳٫۱۴ متغیر است. رنگ هر پیکسل نشان می‌دهد که آیا هر کدام از آونگ‌ها در داخل وارانه می‌شوند:
- {\displaystyle {\sqrt {\frac {l}{g}}}} (سیاه)
- {\displaystyle 10{\sqrt {\frac {l}{g}}}} (قرمز)
- {\displaystyle 100{\sqrt {\frac {l}{g}}}} (سبز)
- حرکت آشوبناک یک آونگ دوتایی ردیابی شده با یک چراغ LED{\displaystyle 1000{\sqrt {\frac {l}{g}}}} (آبی) یا
- {\displaystyle 10000{\sqrt {\frac {l}{g}}}} (رنگ بنفش).

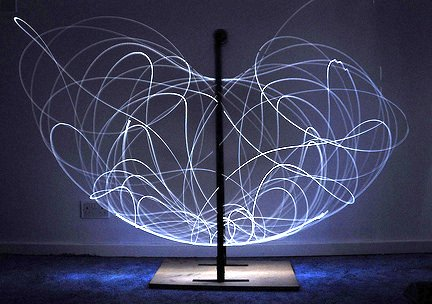
حرکت آشوبناک یک آونگ دوتایی ردیابی شده با یک چراغ LED

شرایط اولیه که منجر به وارون درونی نمی‌شود {\textstyle 10000{\sqrt {\frac {l}{g}}}} به رنگ سفید ترسیم شده‌اند.
مرز ناحیه سفید مرکزی تا حدی با پایستارش انرژی (به انگلیسی: energy conservation) با منحنی زیر مشخص می‌شود:
{\displaystyle 3\cos \theta _{1}+\cos \theta _{2}=2.}
داخل ناحیه‌ای که توسط این منحنی تعریف شده، که است اگر
{\displaystyle 3\cos \theta _{1}+\cos \theta _{2}>2,}

## یادداشت
1. ↑  Levien, R. B.; Tan, S. M. (1993). "Double Pendulum: An experiment in chaos". American Journal of Physics. 61 (11): 1038. Bibcode:1993AmJPh..61.1038L. doi:10.1119/1.17335.
2. ↑  Alex Small, Sample Final Project: One Signature of Chaos in the Double Pendulum, (2013). A report produced as an example for students. Includes a derivation of the equations of motion, and a comparison between the double pendulum with 2 point masses and the double pendulum with 2 rods.